# 今日の必ずトクする一言
今日の必ずトクする一言　-- TODAY'S REMARK --（きょうのかならずとくするひとこと）は、医師の山本智矢が主宰するウェブサイトである。略称は「今日トク」であり、「トモヤドットコム」とも称される。

## 概要
「地球環境ニヤサシイB級てくのろじーノ実践」を目的とし、商業資本の宣伝に惑わされることなく天然資源・人的資源・時間的資源を浪費せずに機械などの効率を向上させる工夫を紹介するとしている。最初のトピックが掲載された1996年11月7日から月に数件のコンテンツが更新されている。2003年3月31日に一時更新が停止されたが、同年8月17日より更新が再開されている。

## コンテンツ
内容はパソコンやOSの最適化、オーディオ、携帯電話、自動車、バイク、自転車、ヨット、ピアノ、機械式時計の整備や修理、鉄道、楽器テレミン、株式市場など多岐に渡る。
著名なコンテンツとしてはパソコンの「風水変造」と呼ばれる高速化、CDプレーヤーのジッター解析と改良」」、接点不良を改善する「コンタクトZ」、「コンタクトR」、インクジェットプリンターの詰まりを直す「インクジェットセーバーZ」」、3台のスーパーヘテロダイン方式のラジオによる「テレミン（three_radio_theremin）」、「山本式電流帰還アンプ」などがある。サーバーは、ばーちゃる耳鼻科と共用となっている。

### 書籍版
いずれもCQ出版社から出版されている。
- 今日の必ずトクする一言 完全収録編　（2003年）ISBN 978-4789820158
- 今日の必ずトクする一言 快適生活編　（2002年）ISBN 978-4789820134
- 今日の必ずトクする一言 メカニクス・エレクトロニクス編　（2002年）ISBN 978-4789820127
- 今日の必ずトクする一言 パソコン・携帯電話・インターネット編　（2001年）ISBN 978-4789820110